# Neus Lloveras
Neus Lloveras i Massana (Villanueva y Geltrú, 3 de agosto de 1963) es una empresaria y política española. Fue alcaldesa de Villanueva y Geltrú desde el 11 de junio de 2011 hasta el 15 de junio de 2019 y ha sido diputada al Parlamento de Cataluña desde el 26 de octubre de 2015 hasta el 27 de octubre de 2017. Desde el 8 de abril de 2016, presidió la Asociación de Municipios por la Independencia, si bien en enero de 2018 anunció que dejaba el cargo y abandonaba la vida política. Le sustituyó al frente de la AMI Josep Maria Cervera, alcalde del Puerto de la Selva.

## Biografía
Viuda, tiene una hija y un hijo. Por motivo de la profesión de su padre, el tenor Joan Lloveras y Sorni, entre 1967 y 1969 vivió en Tel Aviv (Israel), y en la década de los 70 en Alemania, en Essen (entre 1971 y 1973) y en Hamburgo (entre 1973 y 1980). A principios de los años 80, volvió a Villanueva y Geltrú. En Cataluña, cursó los estudios académicos de Bachillerato y COU en el Colegio Alemán de Barcelona y accedió a la Universidad. A continuación obtuvo el título de Técnico Administrativo en el CIC de Barcelona y más tarde se diplomó en Dirección Financiera en la escuela de negocios EADA. Fue durante 26 años la directora financiera de la empresa que acabaría siendo su proyecto profesional. Desde 2001 a 2003 formó parte de la Directiva del Club Patí Vilanova. Su implicación en la vida asociativa de su ciudad natal la llevó a la política, a la cual se ha dedicado durante 8 años sin dejar nunca de lado su actividad empresarial. En la actualidad es la Consejera Delegada y Responsable de Relaciones Externas de la misma empresa. Desde el 1 de octubre de 2019 es la presidenta de la patronal FEGP.

### Trayectoria política
Neus Lloveras se implica en política en el equipo municipal de Convergència i Unió (CiU) en Villanueva y Geltrú, dirigida por Esteve Orriols en 2003. Es elegida concejal en las elecciones municipales de 2003 y 2007.
En las elecciones municipales de 2011 fue cabeza de lista por Convergència i Unió (CiU) y fue la fuerza más votada. Se convirtió así en la primera mujer de la alcaldía de Villanueva y Geltrú, encabezando un gobierno en minoría. En las elecciones municipales de 2015, su candidatura resultó nuevamente la primera en votos y regidores, aunque con necesidad de pactar para formar gobierno. Así, gobierna en el Ayuntamiento de Villanueva y Geltrú, fruto de un pacto CiU-PSC que suma 11 regidores, dos por debajo de la mayoría absoluta.
En julio de 2015 se incorporó a la candidatura Juntos por el Sí (JxSí), ocupando el número 14, para concurrir a las elecciones en el Parlamento de Cataluña del 27 de septiembre. Fruto de los resultados de los comicios, fue diputada de JxSí durante en la XI legislatura.
En 2017 fue en las listas de Juntos por Cataluña por Barcelona a las elecciones en el Parlamento de Cataluña de 2017. aunque renunció a su escaño por haber anunciado que dejaba la política.
Por otro lado, desde el 8 de abril de 2016 es presidenta de la Asociación de Municipios por la Independencia (AMI) hasta enero de 2018, cuando anunció que dejaba esta presidencia.  Investigada por el juez Llarena en la causa del proceso soberanista ha quedado absuelta de todos los cargos.

### Causa Judicial
El 22 de diciembre de 2017, el Juez Pablo Llarena del Tribunal Supremo de España acordó la investigación (antes imputado) por rebelión a Neus Lloveras (presidenta de la Asociación de Municipios por la Independencia (AMI), Artur Mas (presidente del PDeCat), Marta Rovira (secretaria general de ERC), Mireia Boyá (presidenta del grupo parlamentario de la CUP), Anna Gabriel (portavoz de la CUP) y Marta Pascal (coordinadora general de la PDECAT), a todos ellos, por pertenecer presuntamente al equipo organizador del referéndum independentista ilegal celebrado el pasado 1 de octubre de 2017 y con un rol decisivo en el plan secesionista ilegal, cuya hoja de ruta fue anulada por el Tribunal Constitucional de España. Neus Lloveras quedó absuelta de todos los cargos.